# Estab Life
Estab Life》是由谷口悟朗原案、Polygon Pictures製作的原創動畫企劃。

## 電視動畫
《Estab Life Great Escape》由2022年4月起在富士電視台「+Ultra」時段播出，由橋本裕之執導，賀東招二編劇。

### 主要角色
（配音：嶺內智美（Great Escape）→ 大橋彩香（Bloody Escape））
表面上是就读于御茶水学园都市，在咖啡厅打工的普通女高中生，实际是“逃脱屋”的领队。性格和善可亲，总是保持笑容满脸，但能在每次逃脱行动中发挥很好的领导作用，似乎有预测未来的能力。过去身份成谜，看上去是普通人，在一次逃脱行动被俘中，敌方提到其体内各处细胞的端粒年龄差异很大。
后期透露“逃脱屋”的工作和自己的预测未来能力都是管理各城市集群的管理者提供的，曾一度被感到矛盾的管理者讨伐，但说服管理者摆脱自己的职责并带其逃出。
費蕾絲（配音：高橋李依）
表面上是就读于御茶水学园都市，在咖啡厅打工的普通女高中生，实际是“逃脱屋”的战斗主力。魔族人，性格乐观，但又认真严肃易害羞，运动能力强，擅长速射枪击法术。
瑪蒂絲（配音：長繩麻理亞）
表面上是就读于御茶水学园都市，在咖啡厅打工的普通女高中生，实际是“逃脱屋”的战斗主力。由一群史莱姆构成的众人，性格活泼开朗，喜欢艾克婭。
亞爾加（配音：速水獎）
表面上在咖啡厅工作的服务机器人，实际是“逃脱屋”的成员。机器人，看上去像老人般，但有时候说话十分粗怒，在逃脱行动中主要为电子系统技术支持和战术支持，也藏有各种激光武器等工作装备。
烏爾拉（配音：三木真一郎）
表面上在咖啡厅工作，实际是“逃脱屋”的成员。狼人，擅长使用双刀的近身格斗能力，是团队里的常识人，不能用人语表达自己。

### 製作人員
- 原案：谷口悟朗[8]
- 導演：橋本裕之
- 原作：SSF
- 系列構成、劇本：賀東招二[8]
- 人物原案：小崎祐介
- 音樂：藤澤慶昌
- 企劃、製作：Slow Curve
- 動畫製作：Polygon Pictures

### 主题曲
主题曲
作词、作曲：，編曲：PRIMAGIC，演唱：
结尾曲《0》
作詞：，作曲：，編曲：，演唱：GOOD ON THE REEL

### 各集列表
| 集數 | 日文標題 | 編劇       | 分鏡       | 演出     | 首播日期 （2022年） |
| ---- | -------- | ---------- | ---------- | -------- | ------------------- |
| 1    |          | 賀東招二   | 桥本裕之   | 桥本裕之 | 4月7日              |
| 2    |          | 茗荷屋甚六 | 杉山正樹   | 板間健太 | 4月14日             |
| 3    |          | 賀東招二   | 島村大輔   | 島村大輔 | 4月21日             |
| 4    |          | 賀東招二   | 夕澄慶英！ | 関水大樹 | 4月28日             |
| 5    |          | 茗荷屋甚六 | 杉山正樹   | 板間健太 | 5月5日              |
| 6    |          | 永井真吾   | 香川豊     | 関水大樹 | 5月12日             |
| 7    |          | 永井真吾   | 橋本裕之   | 橋本裕之 | 5月19日             |
| 8    |          | 永井真吾   | 島村大輔   | 島村大輔 | 5月26日             |
| 9    |          | 風埜隼人   | 島村大輔   | 島村大輔 | 6月2日              |
| 10   |          | 永井真吾   | 杉山正樹   | 板間健太 | 6月9日              |
| 11   |          | 賀東招二   | 島村大輔   | 島村大輔 | 6月16日             |
| 12   |          | 賀東招二   | 島村大輔   | 板間健太 | 6月23日             |

### 播放電視台
日本深夜動畫：下文記載的日本国内播放時間使用日本標準時間（UTC+9）表示。因為部分時間标识會採用30小时制，因此請留意这类超过24:00的时间，其實際播放時間為翌日清晨。
| 播放地区 | 播放电视台     | 播放日期               | 播放时间           | 備註                                               |
| -------- | -------------- | ---------------------- | ------------------ | -------------------------------------------------- |
| 关东地区 | 富士電視台     | 2022年4月7日－6月23日  | 星期四 0:55 - 1:25 | 参与制作，+Ultra系列节目时段 首次播放于0:35 - 1:05 |
| 福冈县   | 西日本电视台   | 2022年4月7日－6月23日  | 星期四 1:55 - 2:25 |                                                    |
| 近畿地区 | 关西电视台     | 2022年4月8日－6月24日  | 星期五 2:25 - 2:55 |                                                    |
| 中京地区 | 东海电视台     | 2022年4月10日－6月26日 | 星期日 1:45 - 2:15 |                                                    |
| 北海道   | 北海道文化放送 | 2022年4月11日－6月27日 | 星期一 1:10 - 1:40 |                                                    |
| 日本全国 | BS富士         | 2022年4月14日－6月30日 | 星期二 0:00 - 0:30 | 参与制作 广播卫星播放                              |

## 動畫電影
《BLOODY ESCAPE-地獄的逃走劇》由原案谷口悟朗編劇和執導。

### 製作人員
- 原案、導演、劇本：谷口悟朗
- 原作：SSF
- 企劃、製作：Slow Curve
- 動畫製作：Polygon Pictures

## 外部連結
- 電視動畫官方網站（日語）
- 電視動畫的X（前Twitter）（日語）